# Pont-neuf (pâtisserie)
Pour les articles homonymes, voir Pont Neuf (homonymie).
Le pont-neuf est une pâtisserie parisienne, une tartelette garnie d'un mélange de diverses préparations, et décorée de deux petites bandes de pâte disposées en croisillon.

## Historique
L’origine du pont-neuf est inconnue, ainsi que sa date de création, mais dans la seconde moitié du XIXe siècle, il est proposé dans des menus-types et semble devenu commun,. Sa recette figure alors dans plusieurs livres de cuisine, comme celui de Jules Gouffé. Aussi appelé « gâteau du Pont-Neuf», il tient son nom du pont parisien.

## Préparation
Le fond de tarte est réalisé en pâte brisée ou feuilletée. La garniture est, selon les recettes : un mélange de pâte à choux et de crème pâtissière parfumée au rhum ou additionnée de macarons pilés ; un mélange de frangipane et de macarons pilés ; un mélange de frangipane et de pâte à choux. Le dessus est décoré de deux petites bandes de pâte disposées en croix. Une fois démoulé, le pont-neuf peut être glacé à blanc et servi chaud.

## Variante
Le pont-d'arcole, baptisé d'après un autre pont de Paris, se prépare dans un moule à génoise carré : un fond de pâte à foncer est garni de frangipane à pont-neuf décorée de deux bandes en long.